# トヨタ・スプリンターカリブ
スプリンター カリブ（SPRINTER CARIB）は、トヨタ自動車が生産していた乗用車で、排気量1,500cc～1,800ccクラスのステーションワゴンである。

## 概要
開発・生産は豊田自動織機製作所。トヨタは1970年代後半からターセル/コルサで縦置きエンジン型の前輪駆動(FF)車の生産に乗り出していたが、1970年代のスバル・レオーネ エステートバンに端を発する「乗用車ベースの四輪駆動車」という当時の新カテゴリに参入、本車はよりRV（SUV）に近いスタイリングとパッケージを与えられて登場した。当時のRVブーム、および現在のクロスオーバーSUVの源流的存在の一つとされる。
後述のように、初代モデルに関しては「スプリンター」の名を冠していながらもカローラ系統ではなくターセル系統に属する車両である（2代目以降はカローラ系統）。各代とも5ナンバーのワゴンのみで、4ナンバーのバンは設定されなかった。

## 初代 AL25G型（1982年 - 1988年）
- 1981年の東京モーターショーに「RV-5」の名前で参考出品され、ほぼそのままの形で1982年8月発売。CMにはベンガルと綾田俊樹が起用されていた。

全グレードが四輪駆動車という、当時としては異色のラインナップだった。エンジンは1,500ccの3A-U型SOHCガソリンエンジンを搭載。同年5月デビューのAL20型系ターセル､コルサ､カローラIIのプラットフォームを基本に、リヤアクスルまわりはE70型系カローラのもの（ただしホイールハブのPCDが異なる）を流用した。既存コンポーネントを上手く利用しながらも、当時としては思い切った背高ボディと広い荷室も相まって、四駆需要の高い雪国を中心に固定ファンを獲得することに成功した。リアコンビランプは当時としては画期的な縦型を採用しており、この意匠は歴代モデルに引き継がれたほか、その後各社に広まることとなった。
　レオーネが既存の4WD車に類して4WD時のファイナルギアのハイ・ローを切り替える機構で平たん路における走行性と悪路における走破性を確保したことに比べ、カリブでは4WD時にのみセレクトできるEL(エクストラ・ロー）を含む、6速MTを採用した。
- 1983年10月　3速AT車追加（3速＋シフトノブスイッチによる4WD切替）。AV-I とAV-II の中間モデル「RVスペシャル」の追加。
- 1984年8月　マイナーチェンジ。キャブレターが2バレル型からV型に変更され、出力とドライバビリティが向上。シングルキャブ車はエンジンヘッドにSCV（スワールコントロールバルブ）が装着された。上位グレードAV-II のMT車はツインキャブ仕様の3A-SU型エンジンを搭載。全車ファイナルギアのギア比が下げられた。（3.810→4.100）
- 1986年5月　2度目のマイナーチェンジ。外観の小変更が行われた。上位グレードAV-IIツーリングスペシャルは電子制御サスペンションシステムTEMSを搭載。MT車は全車、4WDセレクターがレバー式からスイッチ式に改められる。

- 輸出仕様はベース車から「ターセルワゴン」の名で売られていた。（ターセルワゴンにはFF車も存在）。
- ヨーロッパ仕様はフロントバンパー内部に電動ウィンチを装着した仕様（Tercel Snow)が存在する。

## 2代目 AE95G型（1988年 - 1995年）
- 1988年2月デビュー。初代はパワートレイン等の関係から、型式上ターセル（コルサ・カローラII）の系譜に属していたが、2代目より正式にスプリンター（カローラ）の系譜となった。リヤアクスルまわりは先代を踏襲。四輪駆動システムもパートタイム式からフルタイム式（MT車は機械式センターデフ、AT車は油圧式ハイマチック）へと変更された。上位グレードは油圧式ハイトコントロール（ハイドロマチックサスペンション）を採用し、走行中に地上高を30mmリフトアップすることができた。エンジンは1,600ccの4A-FE型ハイメカツインカム（狭角バルブDOHC）16バルブガソリンエンジンを搭載。グレード体系は上から「AV-IIツーリングスペシャル」「AV-II」「RVスペシャル」「AV-I」。ボディカラーは「スーパーホワイトII」、「スーパーレッドII」、「グレーメタリック」、「ダークグレイッシュブラウンメタリック」、「エクセルレッドトーニング」と呼ばれるレッドマイカとガンメタのツートンカラー、「アベニューグリーントーニング」と呼ばれるグリニッシュシルバーに屋根上と車体下部をモスグリーンで塗装した3ウェイツートンカラー、「アクティブブルートーニング」と呼ばれるブルーイッシュシルバーに屋根上と車体下部をダークブルーで塗装した3ウェイツートンカラーが設定される。
- 1989年8月　一部改良。フロントブレーキをベンチレーテッドディスクに変更。他、パワーウインドウのスイッチ位置＆形状の変更、ウォッシャータンクの大容量化等。
- 1990年9月　ビッグマイナーチェンジで中期型になる。4A-FE型のハイカム仕様にあたる4A-FHE型ガソリンエンジンに換装、出力10ps / トルク0.5kgmのアップ。バンパー、グリル、ヘッドライトを変更。ルーフレールも設定した。内装では大型6連アナログメーターの採用やシートトリムを変更。ボディカラーはほとんど入れ替えられ、「スーパーホワイトII」、「グレイッシュグリーンメタリック」、「エクセルレッドトーニング」と「アクティブブルートーニング」に加え、「クリスプゴールドトーニング」と呼ばれるゴールドと黒のツートンカラー、「マジェスティックブラックトーニング」と呼ばれるブラックメタリックとゴールドのツートンカラーの計6色が中期型に設定された。CMソングはCHAGE&ASKAの「DO YA DO」[注釈 2]。
- 1991年9月　一部改良。全車に3点式シートベルト、サイドドアビーム、シートベルト非装着警告灯を標準装備し、室内難燃化材を採用。ボディカラーは「エクセルレッドトーニング」が「プライムレッドトーニング」と呼ばれるレッドマイカとゴールドのツートンカラーに差し替えられ、「クリスプゴールドトーニング」はこの一部改良でわずか1年で廃止。
- 1993年8月　マイナーチェンジで後期型になる。運転席エアバッグを全車に標準装備。タイヤ / ホイールを全車13インチから14インチにアップ。同時にブレーキを大型化。エアコンの冷媒を新冷媒に変更。ボディカラー「フォレストシェードトーニング」と呼ばれるダークグリーンとガンメタのツートンカラーと「ブルームーントーニング」と呼ばれるダークブルーとガンメタのツートンカラーが新設定された。

このモデルも悪路走破性が高いことからアウトドア派や雪国を中心に固定ファンがいたものの、モデル後期に訪れたRVブームの中、クロカンタイプに押されたのと、90年代以降はベースのセダンがE100型系にフルモデルチェンジ以降もAE95G型のまま7年半の間モデルライフを過ごしたため次第に存在感が薄れていった。
- 1995年7月[2] 生産終了。在庫対応分のみの販売となる。
- 1995年8月 3代目と入れ替わって販売終了。

欧州と豪州では「カローラワゴン」の名で、1991年に7代目カローラ派生の3代目カローラワゴンが登場するまで販売されていた。

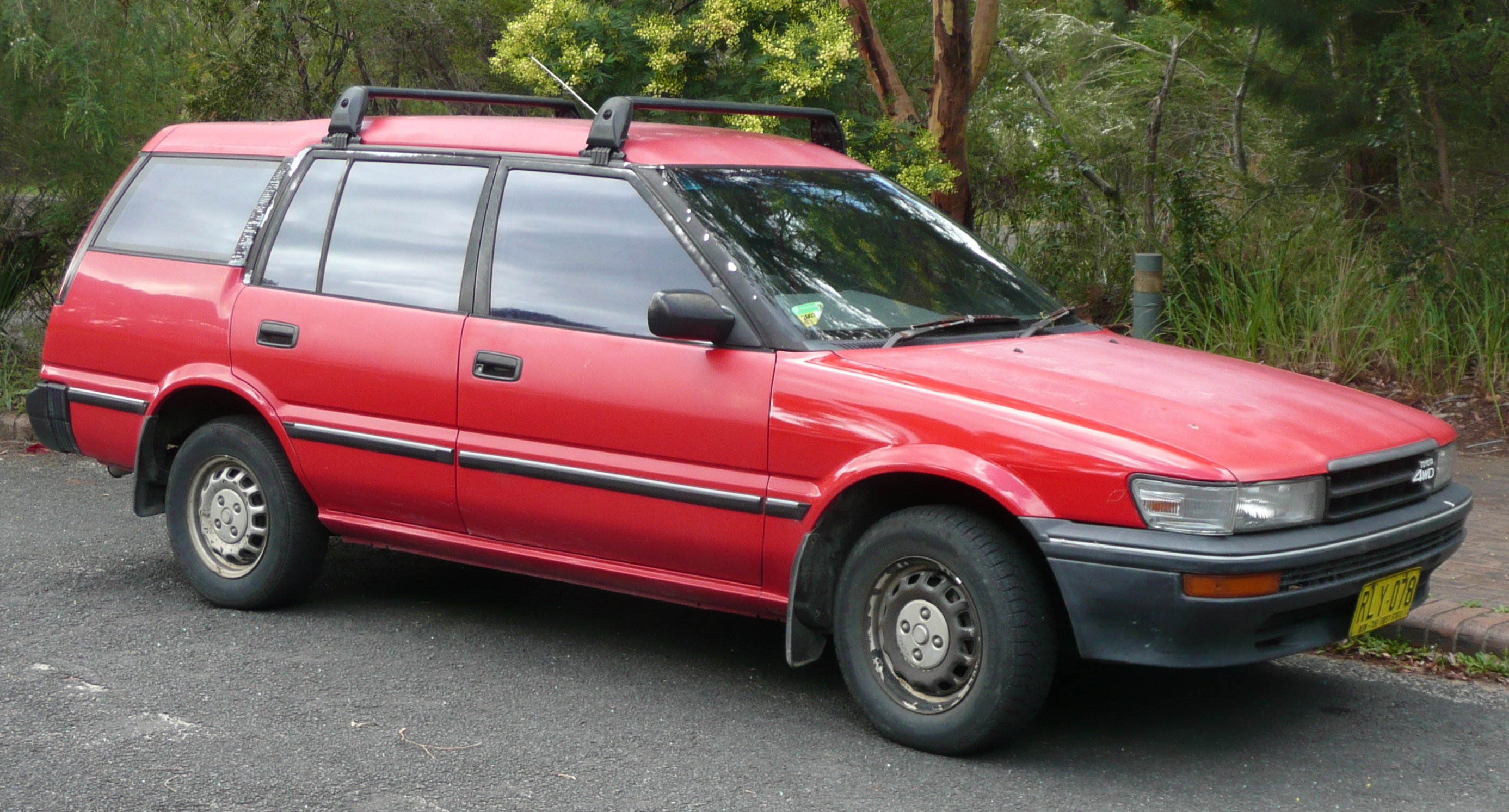
カローラワゴン (豪州仕様　フロント)
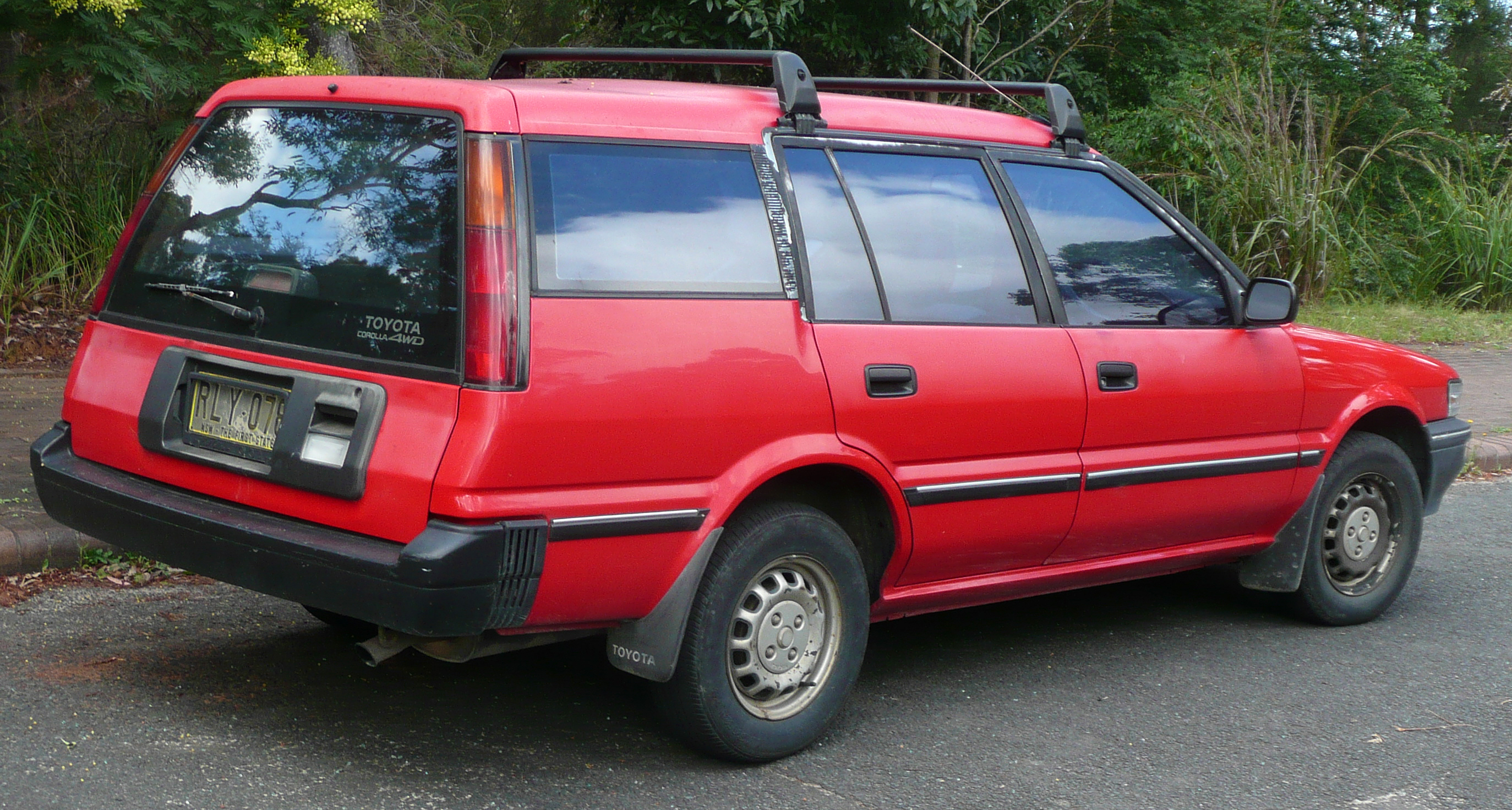
カローラワゴン (豪州仕様　リア)

## 3代目 AE110G型（1995年 - 2002年）
1995年8月　3代目デビュー。このころはRVが圧倒的な支持を得ており、カリブも最初で最後となるFF（2WD）車を追加し、価格帯を下方へ拡げることで拡販に対応したが、初代以来の個性は弱まっていた。グレード体系は完全に一新され、上から「Zツーリング」、「Vツーリング」、「Sツーリング」となり、8代目カローラの欧州向けワゴンタイプと姉妹車になった（この8代目カローラのワゴンタイプは日本未導入で、カローラ店では7代目カローラ派生の3代目カローラワゴンを継続生産した）。ボディカラーは「スーパーホワイトII」、「シルバーメタリック」、「ダークグリーンマイカ」、「アップルグロートーニング」と呼ばれるレッドマイカとシルバーのツートンカラー、「ミッドナイトトーニング」と呼ばれるブラックメタリックとシルバーのツートンカラー、「コズミックブルートーニング」と呼ばれる紺とシルバーのツートンカラー、「オアシスグリーントーニング」と呼ばれるエメラルドグリーンとシルバーのツートンカラーの7色が設定された。
初期のCMは、黒人4人のゴスペルグループボーイズ・II・メンが出演。なお、欧州市場には、WRCで活躍したカローラFX（カローラWRC）と同様の丸型2灯のヘッドライトを持つ前面デザインが与えられ、「カローラワゴン」の名で販売されていた。これは後に日本国内でも「カリブロッソ」の名で販売された。なお、このCMでは梅宮アンナが出演していた。
また、モデルライフ中にはクロカンを意識し、大型フロントプロテクションや背面スペアタイヤを装着した特装車「フィールドハンター」の設定もあった。
- 1996年5月　FF車をラインナップに追加し、ZツーリングとSツーリングに設定。同時に1.6LのFF車に4A-GE型4気筒20バルブスポーツツインカムエンジンを搭載したBZツーリングを設定した。これは、カリーナとともに4A-GEエンジンを最後に搭載した（カリブとしては当世代が唯一）車種となった。さらに全車にABSと助手席エアバッグを標準装備している。
- 1997年4月　マイナーチェンジ。衝突安全ボディGOA、マルチリフレクターヘッドライトの採用、前後バンパー、リアコンビランプ、インパネ、フロントシートのデザインを変更。また4A-GE搭載車に6MTを採用した。
- 1998年4月　丸型ヘッドライトやメッシュグリルなどを採用した、他グレードとは異なる外観のロッソを追加。さらに、全車に助手席シートベルト非装着警告灯を装備。
- 2002年
  - 7月、生産終了。以後、在庫対応分のみの販売となる。
  - 8月、販売終了。スプリンターは34年の歴史に幕を閉じた。

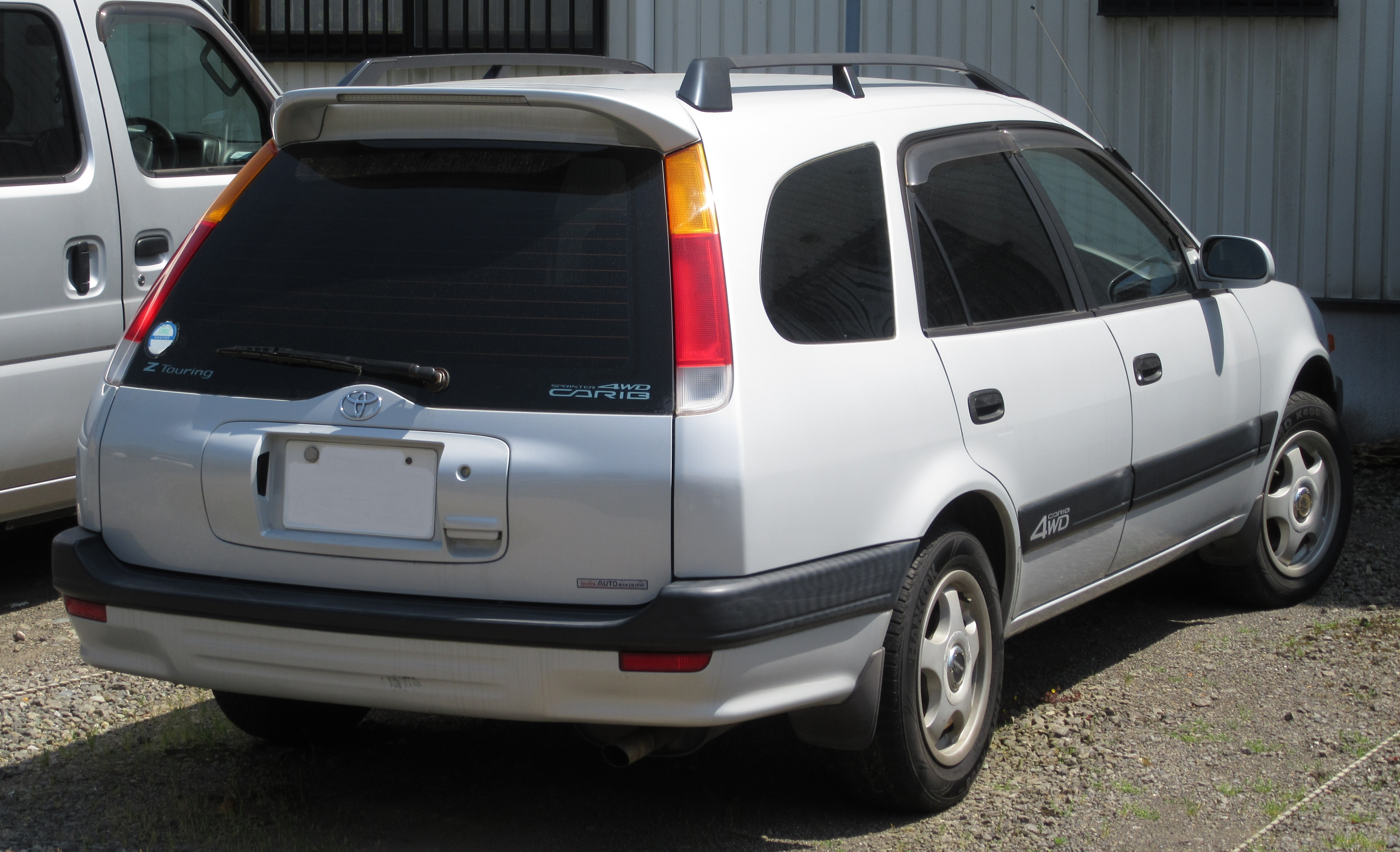
1995年販売型　リア
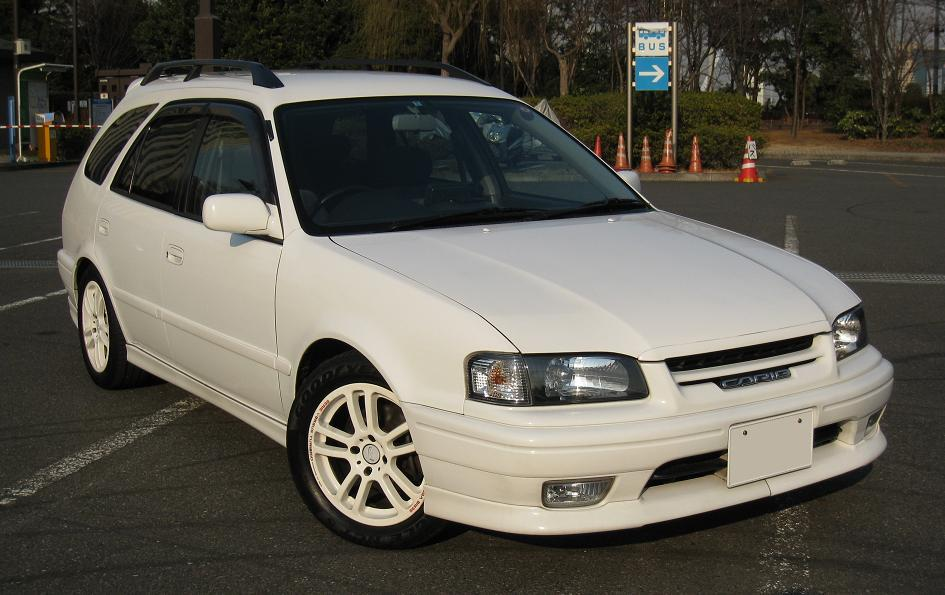
AE111G　3代目スプリンターカリブ　Zツーリング （フロント・ヘッドライトはBZツーリング用に変更）
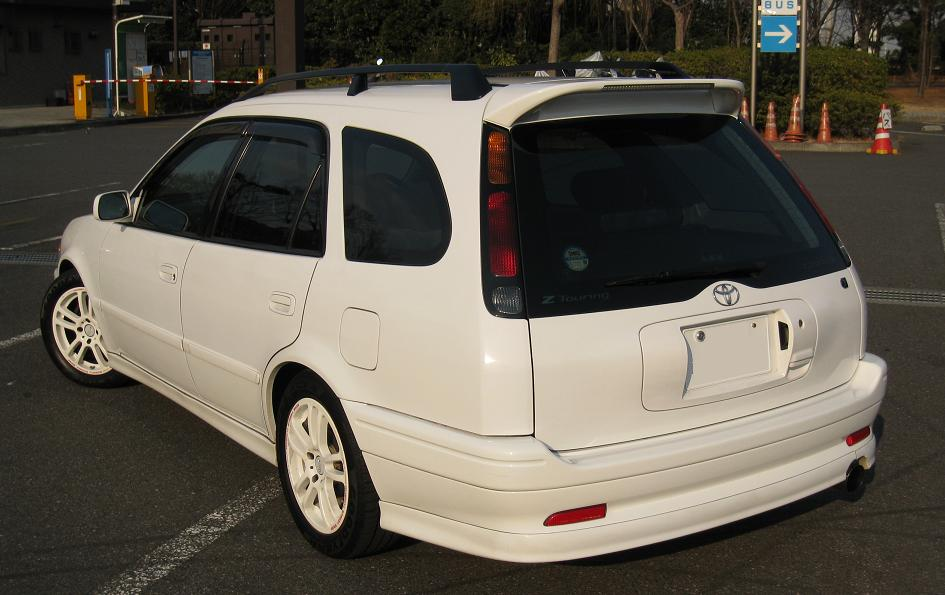
AE111G　3代目スプリンターカリブ　Zツーリング （リア）
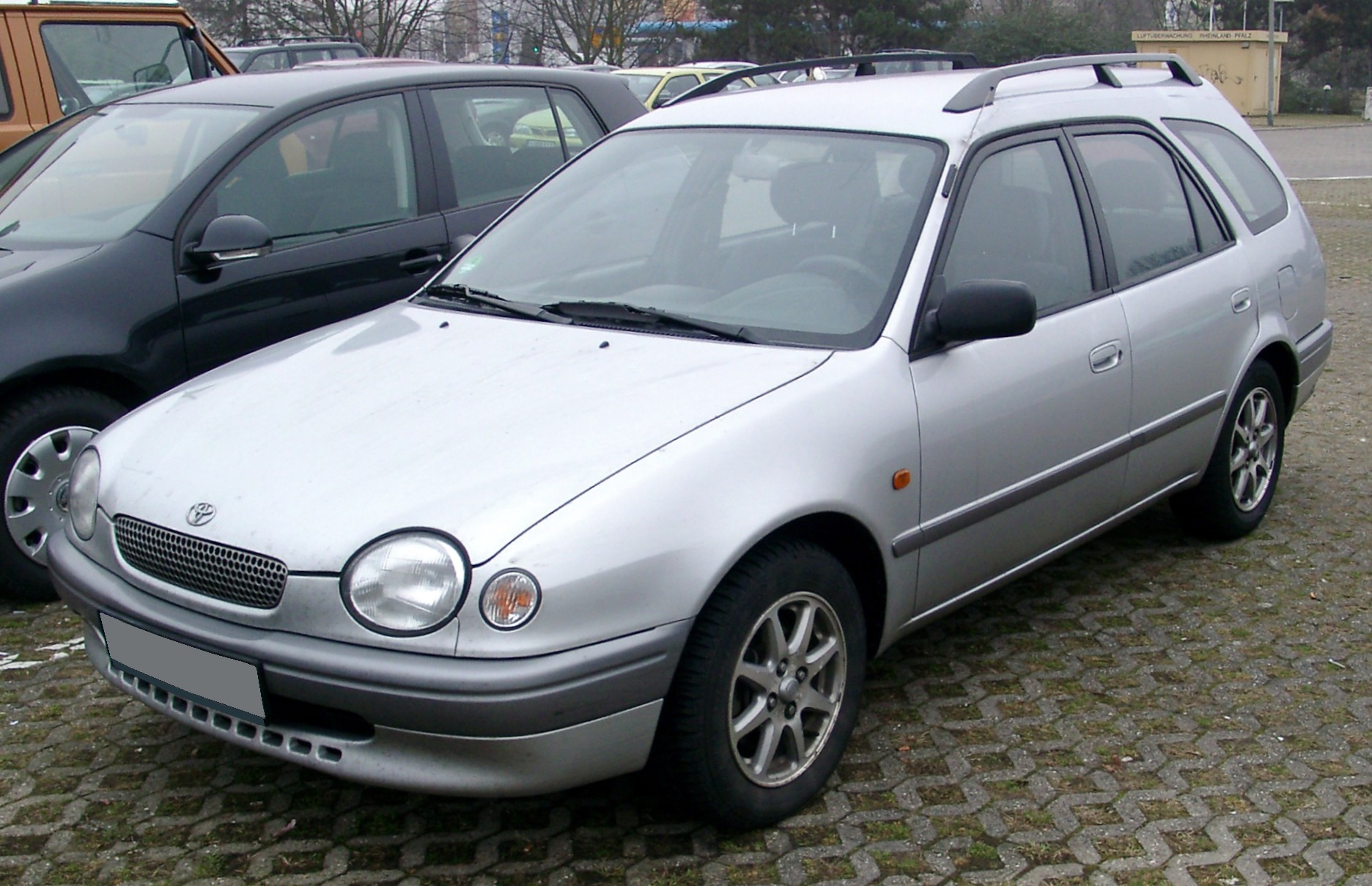
スプリンターカリブ　ロッソ （フロント・写真はロッソと同型の欧州向けカローラワゴン）
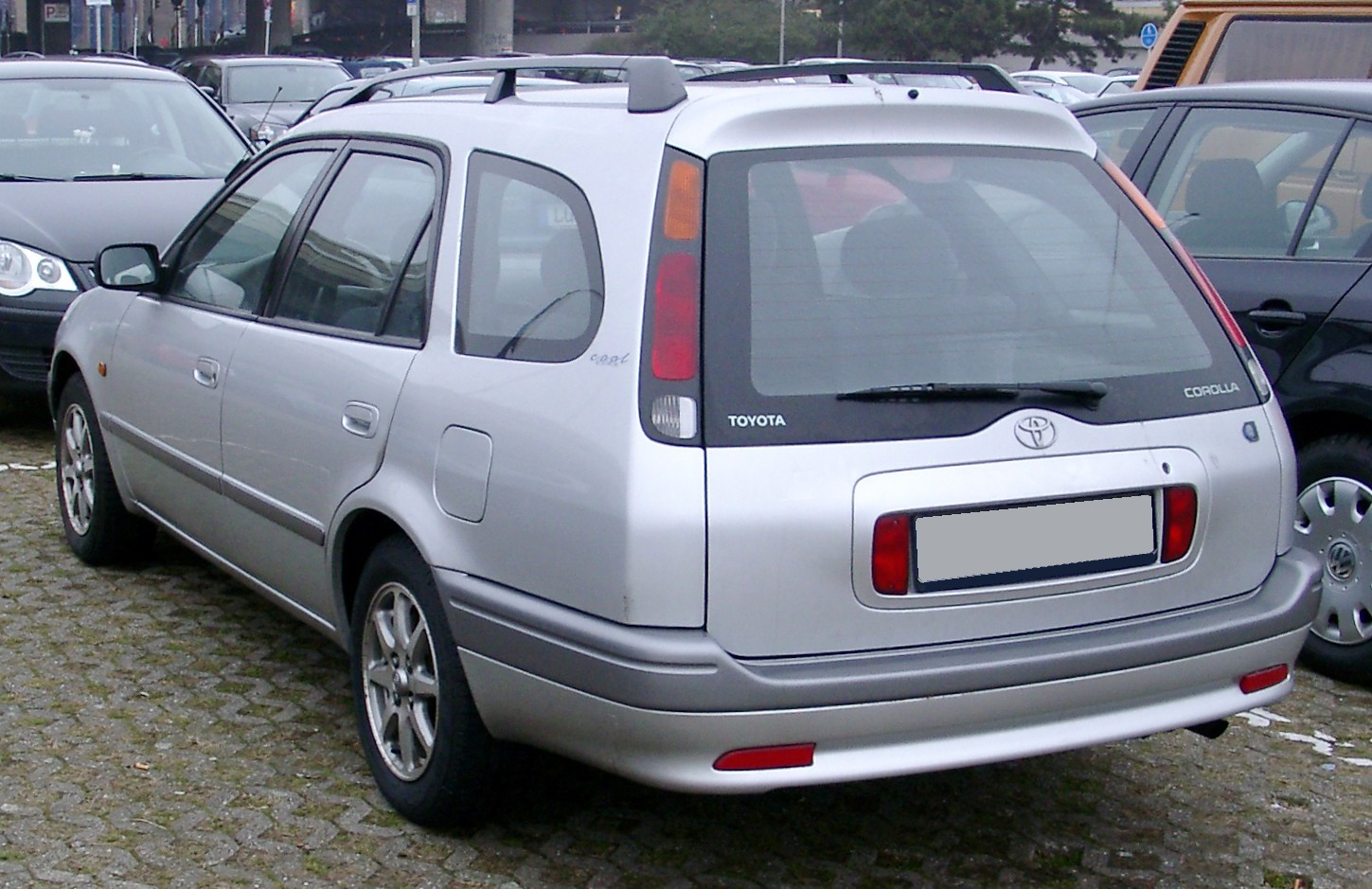
スプリンターカリブ　ロッソ （リア・写真はロッソと同型の欧州向けカローラワゴン）

## 車名の由来
- スプリンター - 短距離走者に因む。
- カリブ - トナカイの北アメリカでの呼び名、カリブー（caribou）をもじったもの。四輪駆動の高い走行性能で雪の中を疾走する様を思い描かれ、つけられた。しばしば勘違いされるが、カリブ海のカリブではない。
- ロッソ - イタリア語で「赤」の意味。